# Are You Experienced
Are You Experienced – debiutancki album studyjny zespołu The Jimi Hendrix Experience, wydany w Anglii 12 maja 1967 i w USA 1 września 1967. Album znalazł się na 15. miejscu listy 500 albumów wszech czasów magazynu „Rolling Stone” jako najwyżej sklasyfikowany w dorobku Jimiego Hendriksa. Jest uznawany za jeden z najlepszych debiutów w historii rocka. Sprzedało się ponad 5 mln kopii.

## Lista utworów
Autorem wszystkich utworów, chyba że zaznaczono inaczej jest Jimi Hendrix.

### Wydanie europejskie
| Strona A | Strona A             | Strona A |
| Nr       | Tytuł utworu         | Długość  |
| -------- | -------------------- | -------- |
| 1.       | „Foxy Lady”          | 3:19     |
| 2.       | „Manic Depression”   | 3:42     |
| 3.       | „Red House”          | 3:42     |
| 4.       | „Can You See Me”     | 2:33     |
| 5.       | „Love or Confusion”  | 3:11     |
| 6.       | „I Don’t Live Today” | 3:55     |
|          |                      | 20:22    |

| Strona B | Strona B                   | Strona B |
| Nr       | Tytuł utworu               | Długość  |
| -------- | -------------------------- | -------- |
| 1.       | „May This Be Love”         | 3:11     |
| 2.       | „Fire”                     | 2:43     |
| 3.       | „Third Stone from the Sun” | 6:44     |
| 4.       | „Remember”                 | 2:48     |
| 5.       | „Are You Experienced?”     | 4:14     |
|          |                            | 19:40    |

### Wydanie amerykańskie
| Strona A | Strona A             | Strona A |
| Nr       | Tytuł utworu         | Długość  |
| -------- | -------------------- | -------- |
| 1.       | „Purple Haze”        | 2:51     |
| 2.       | „Manic Depression”   | 3:42     |
| 3.       | „Hey Joe” (Roberts)  | 3:30     |
| 4.       | „Love or Confusion”  | 3:11     |
| 5.       | „May This Be Love”   | 3:11     |
| 6.       | „I Don’t Live Today” | 3:55     |
|          |                      | 20:20    |

| Strona B | Strona B                   | Strona B |
| Nr       | Tytuł utworu               | Długość  |
| -------- | -------------------------- | -------- |
| 1.       | „The Wind Cries Mary”      | 3:20     |
| 2.       | „Fire”                     | 2:43     |
| 3.       | „Third Stone from the Sun” | 6:44     |
| 4.       | „Foxy Lady”                | 3:19     |
| 5.       | „Are You Experienced?”     | 4:16     |
|          |                            | 20:22    |

### Reedycja albumu z 1997
| Nr  | Tytuł utworu               | Długość |
| --- | -------------------------- | ------- |
| 1.  | „Foxy Lady”                | 3:19    |
| 2.  | „Manic Depression”         | 3:42    |
| 3.  | „Red House”                | 3:42    |
| 4.  | „Can You See Me”           | 2:33    |
| 5.  | „Love or Confusion”        | 3:11    |
| 6.  | „I Don’t Live Today”       | 3:55    |
| 7.  | „May This Be Love”         | 3:11    |
| 8.  | „Fire”                     | 2:43    |
| 9.  | „Third Stone from the Sun” | 6:44    |
| 10. | „Remember”                 | 2:48    |
| 11. | „Are You Experienced?”     | 4:14    |
| 12. | „Hey Joe” (Roberts)        | 3:30    |
| 13. | „Stone Free”               | 3:36    |
| 14. | „Purple Haze”              | 2:51    |
| 15. | „51st Anniversary”         | 3:16    |
| 16. | „The Wind Cries Mary”      | 3:20    |
| 17. | „Highway Chile”            | 3:32    |
|     |                            | 1:00:07 |

## Twórcy
- Jimi Hendrix – gitara, śpiew
- Mitch Mitchell – perkusja
- Noel Redding – gitara basowa, gitara rytmiczna w „Red House”.